# Pinezići (Marčana)
Pour les articles homonymes, voir Pinezići.
Pinezići (en italien : Pinesi) est une localité de Croatie située en Istrie, dans la municipalité de Marčana, dans le comitat d'Istrie. En 2001, la localité comptait 55 habitants.

## Démographie
| 1948 | 1953 | 1961 | 1971 | 1981 | 1991 | 2001 |
| ---- | ---- | ---- | ---- | ---- | ---- | ---- |
| 86   | 90   | 83   | 75   | 49   | 57   | 55   |